# 노스뱅크구

노스뱅크구

노스뱅크구(North Bank Division)는 감비아의 구로 행정 중심지는 케레완이며 면적은 2,256km2, 인구는 180,170명(2010년 기준)이다. 6개의 하위 행정 구역(북바디부, 중앙바디부, 남바디부, 북니우미, 남니우미, 조카두)을 관할한다.
서쪽으로는 대서양, 남쪽으로는 로어리버구, 동쪽으로는 센트럴리버구와 접하며 북쪽으로는 세네갈과 국경을 접한다.